# Zorita de los Canes
Zorita de los Canes község Spanyolországban, Guadalajara tartományban. Zorita de los Canes Albalate de Zorita és Almonacid de Zorita községekkel határos. Lakosainak száma 65 fő (2024).

## Népesség
A település népessége az utóbbi években az alábbiak szerint változott:
| Lakosok száma | 100  | 98   | 100  | 84   | 110  | 81   | 68   | 78   | 63   | 65   |
|               | 2001 | 2004 | 2006 | 2009 | 2011 | 2014 | 2016 | 2019 | 2021 | 2024 |